# Callopistria rechingeri
Callopistria rechingeri är en fjärilsart som beskrevs av Koutsaftikis 1973. Callopistria rechingeri ingår i släktet Callopistria och familjen nattflyn. Inga underarter finns listade i Catalogue of Life.